# Iago Borduchi
Iago Amaral Borduchi (Monte Azul Paulista, 23 de março de 1997), é um futebolista brasileiro que atua como lateral-esquerdo. Atualmente defende o Bahia. 

## Carreira
Iago veio pro Inter em 2013 para as categorias de base, originário do Atlético Monte Azul. Destacou-se nos juniores e chegou a ser convocado pra seleção brasileira sub-20.
Em 2017, Iago subiu para os profissionais do Inter, mas não teve muitas chances com as chegadas de Uendel e Carlinhos ao time. Somente em 2018, devido à lesão de Uendel, Iago acabou ganhando a titularidade da lateral-esquerda tendo até marcado gols, consolidando-se no time colorado. No mesmo ano, Iago renovou até 2021 com o Inter.
Em 22 de junho de 2019, o Inter confirma a venda de Iago para o FC Augsburg.
Em 15 de janeiro de 2024 assinou um pré contrato com o Bahia, com validade a partir de 1 de julho de 2024, com validade até 2028.
No dia 1 de julho de 2024, o Bahia anunciou a chegada do jogador pelas redes sociais. Vindo da Alemanha, Iago finalizou sua passagem pelo Augsburg, com 106 jogos, cinco gols e treze assistências.

## Títulos
Internacional
- Super Copa Gaúcha: 2016

Bahia
- Campeonato Baiano: 2025[8]

Seleção Brasileira (Base)
- Torneio Internacional de Toulon: 2019